# Shirakiopsis elliptica
Shirakiopsis elliptica là một loài thực vật có hoa trong họ Đại kích. Loài này được (Hochst.) Esser mô tả khoa học đầu tiên năm 2000.